# Las Lomas, Coatepec
Las Lomas är en ort i Mexiko.   Den ligger i kommunen Coatepec och delstaten Veracruz, i den sydöstra delen av landet, 230 km öster om huvudstaden Mexico City. Las Lomas ligger 1 134 meter över havet och antalet invånare är 1 541.
Terrängen runt Las Lomas är huvudsakligen kuperad, men åt nordost är den platt. Runt Las Lomas är det tätbefolkat, med 331 invånare per kvadratkilometer. Närmaste större samhälle är Xalapa, 9,4 km norr om Las Lomas. I omgivningarna runt Las Lomas växer huvudsakligen savannskog.